# Heinrich von Bozen

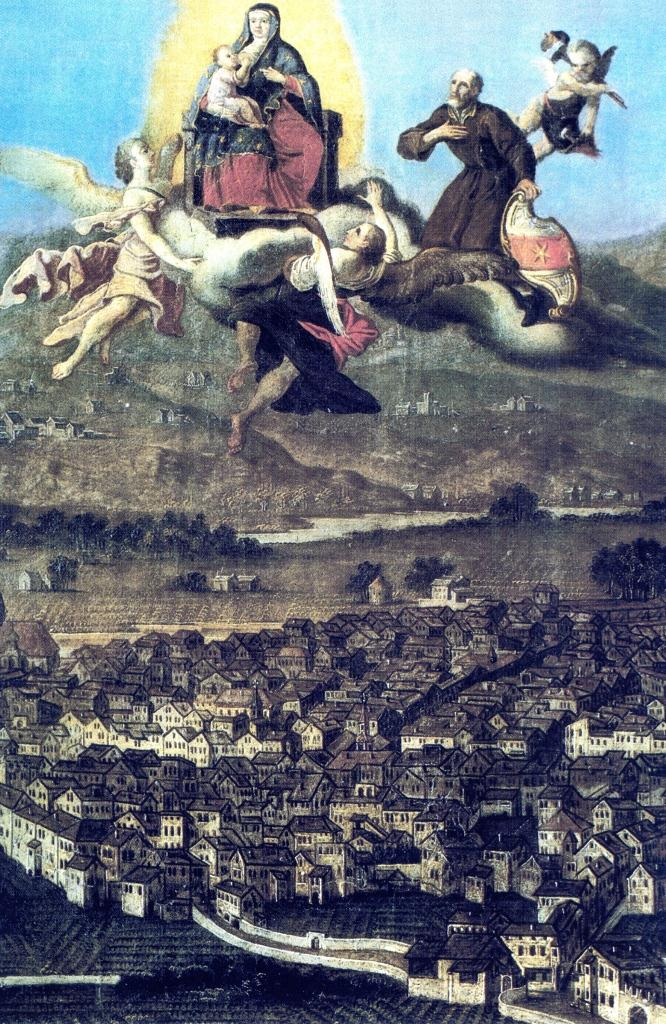
Blick auf Bozen. Ölgemälde um 1802 im Städtischen Museum Bozen (Ausschnitt). Rechts von der Muttergottes der selige Heinrich mit dem Bozner Stadtwappen in der Linken

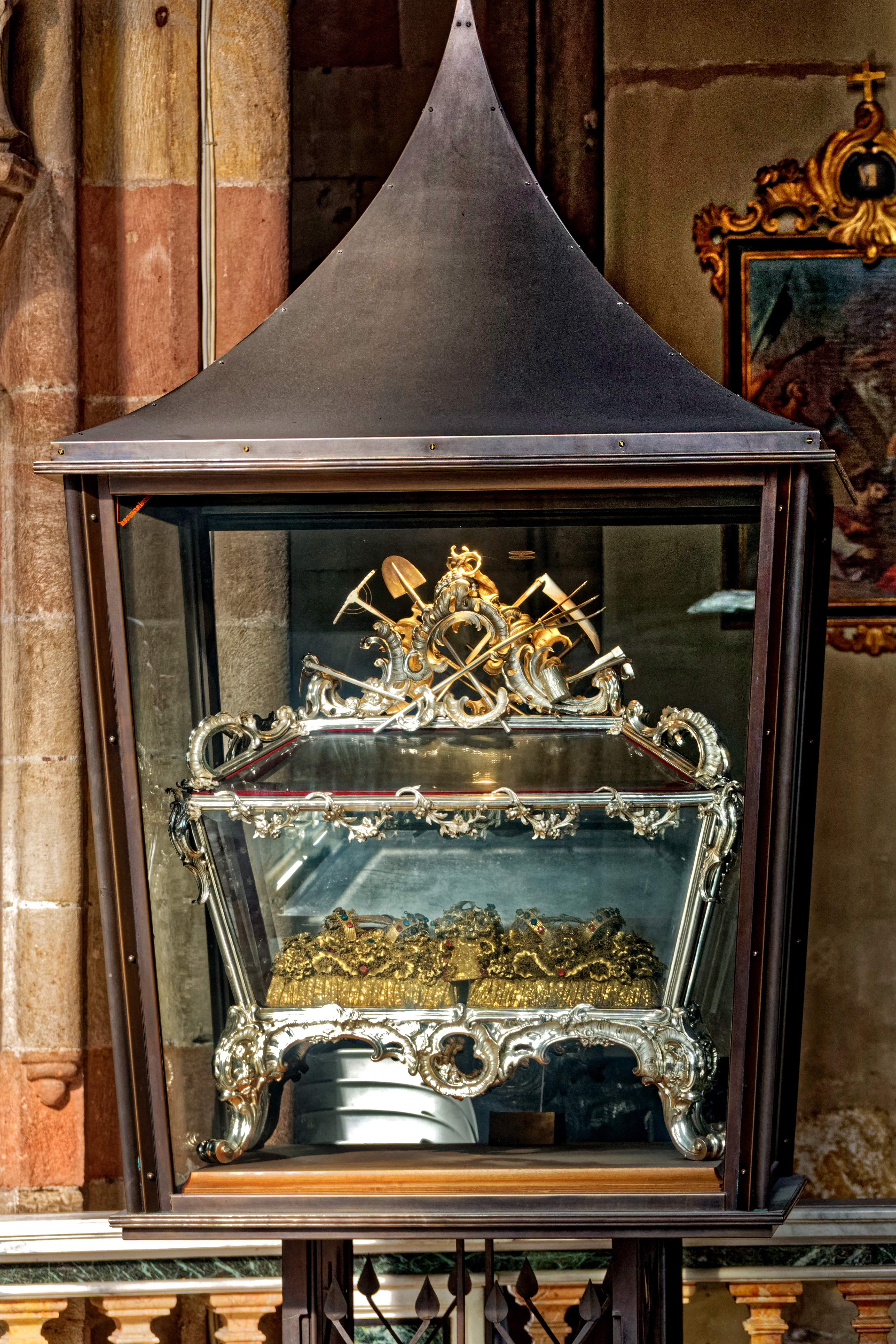
Die Reliquien des Seligen Heinrich von Bozen in der Stadtpfarrkirche Bozen

Der selige Heinrich von Bozen (* um 1250 in Bozen; † 10. Juni 1315 in Treviso) ist einer der Stadtpatrone von Bozen.

## Leben
Heinrich war ein frommer, asketisch lebender Arbeiter, der sich das Wohlwollen der Bevölkerung von Treviso ob seiner Armut verdiente. Heinrich kam vermutlich nach einer Pilgerfahrt von Bozen nach Rom mit seiner Familie in die Gegend von Treviso und blieb dort bis zu seinem Tod. Da es während seiner Beisetzung und auch später zu Wundern gekommen sein soll, wurde Heinrich von Bozen 1750 durch Papst Benedikt XIV. seliggesprochen.
Reliquien des seligen Heinrich wurden 1759 in einer feierlichen Translation nach Bozen überführt und in einer heute nicht mehr vorhandenen Seitenkapelle der Bozner Pfarrkirche hinterlegt. Die Überführung und ihre ausgeklügelte Prozessionsordnung wurden in einem heute in der Domschatzkammer Bozen ausgestellten Ölbild von Josef Anton Cuseth festgehalten. Wann Heinrich zum Patron der Stadt Bozen ernannt wurde, scheint nicht auf. Auf einem Gemälde aus dem Jahr 1802 ist er aber deutlich als solcher dargestellt. Er gilt auch als Patron der Holzfäller.
1868/69 erbaute man am Heinrichshof in Bozen-Dorf eine eigene Kirche zu seinen Ehren in neuromanischem Stil und am 28. November 1869 von den Bischöfen von Trient und Brixen und Bischof Johann Baptist Zwerger von Seckau konsekriert. Der Kirchenbau wurde vom Bozner Kaufmann Anton Oberrauch und vom Zwölfmalgreiner Gemeindevorsteher Franz Pfeifer, Gummerhofbesitzer, initiiert und finanziert.
1936 erschien der Roman Heinrich von Bozen. Leben und Sterben eines armen Deutschen der Tiroler Schriftstellerin Fanny Wibmer-Pedit.
In Bozen ist die Selig-Heinrich-Straße nach ihm benannt.

## Film
- Beato Arrigo da Bolzano – il patrono dimenticato. Dokumentarfilm von Carlo Magaletti, Frabiatofilm 2017, Interviews u. a. mit Mario Gretter, Hannes Obermair, Georg Oberrauch, Walter Landi, Paolo Spolaore, Ivano Sartor, Bernhard Holzer, Ivo Muser.[3]

## Ausstellung
- Wer glaubt, wird selig. Heinrich von Bozen, Ausstellung auf Schloss Runkelstein, 11. Juni 2022 – 8. Januar 2023